# Royal Society
The Royal Society (RS), fullständigt namn Royal Society of London for Improving Natural Knowledge, är en brittisk akademi inriktad på naturvetenskap, baserad i London, Storbritannien. Sällskapet grundades den 28 november 1660 på Gresham College i London, där Christopher Wren, en av de tidigaste ledamöterna, innehade en professur i astronomi. Den 15  juli 1662 erhöll sällskapet en Royal Charter av Karl II, och gör därför anspråk på att vara det äldsta fram till nutid kontinuerligt existerande lärda samfundet i sitt slag. 
Nära knuten till Royal Society är the Royal Irish Academy, grundad 1785. Royal Society of Edinburgh (grundad 1783) är däremot en självständig skotsk akademi. 
Royal Society fungerar som Storbritanniens nationella vetenskapsakademi och är en medlemsorganisation i Science Council.

## Lokaler

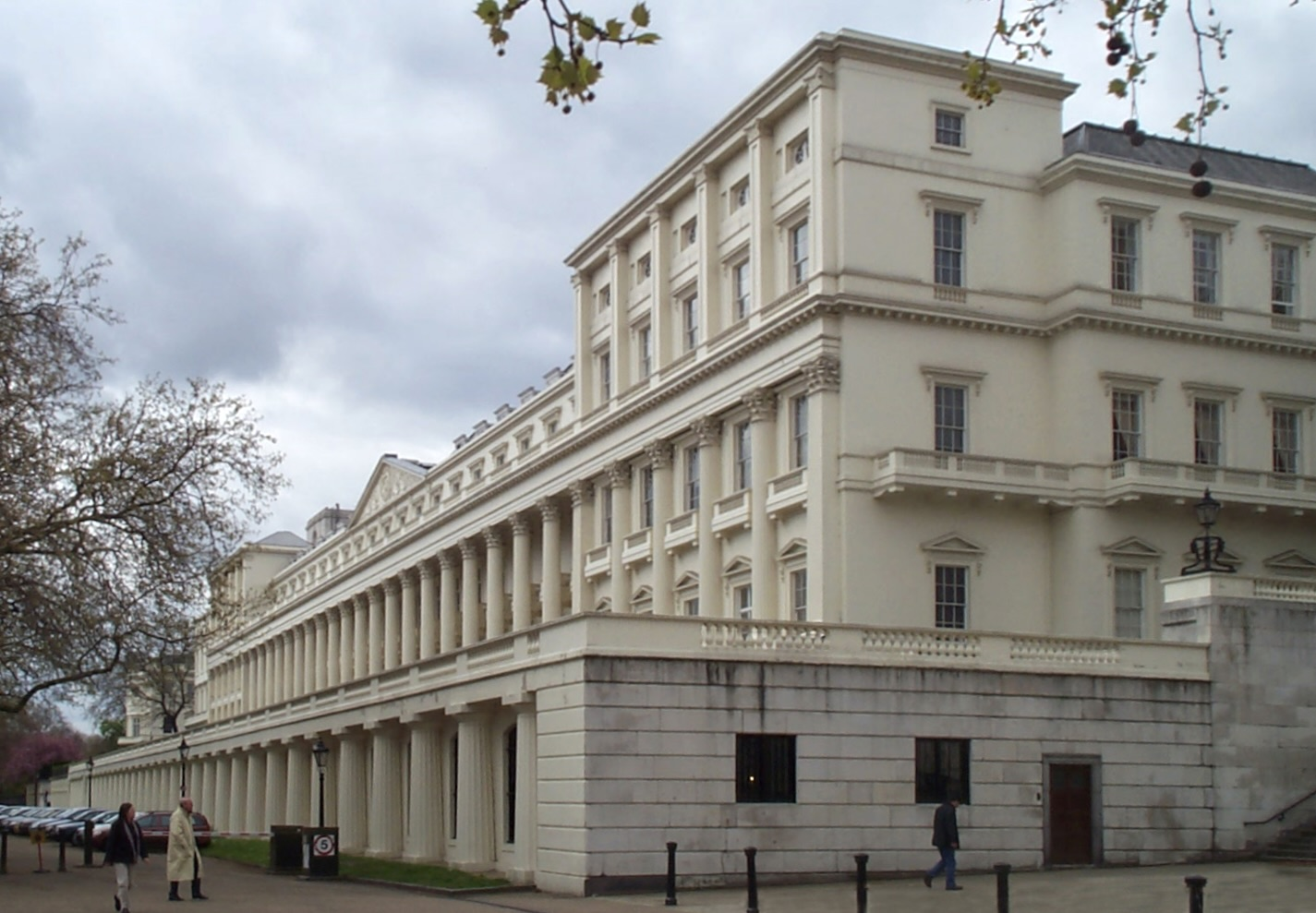
Carlton House Terrace, London, där Royal Society sedan 1967 har sina lokaler. Arkitekt: John Nash.

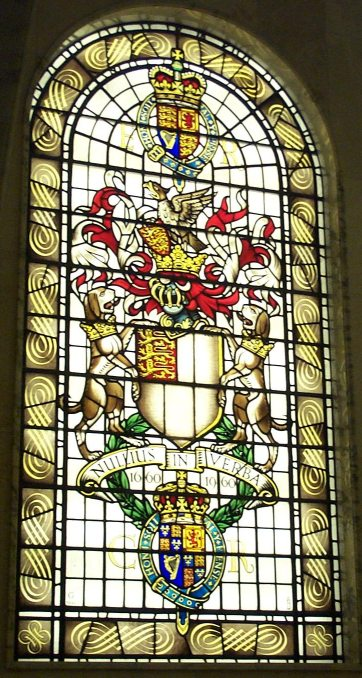
Vapen för Royal Society i glasfönster. Motto: 'Nullius in verba'.

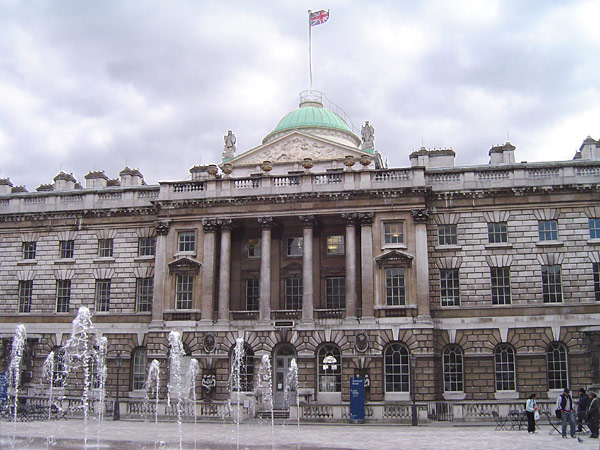
Somerset House, London, där Royal Society hade sina lokaler 1780-1857. Arkitekt: Sir William Chambers.

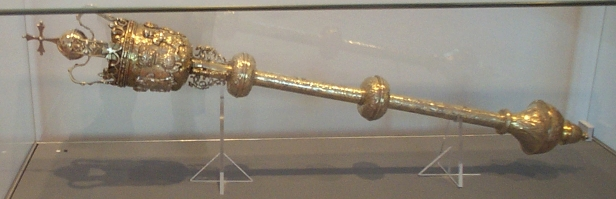
Royal Societys spira, skänkt av Karl II.

Royal Society hade inledningsvis lokaler i Gresham College och tidvis även i Arundel House, men huserade under åren 1710–1780 i Crane Court. Tillsammans med andra lärda sällskap (Royal Academy of Arts och Society of Antiquaries) flyttade man 1780 in i det av sir William Chambers byggda Somerset House vid Strand, där idag (sedan 1990) Courtauld Institute of Art finns. Platsbrist, och i synnerhet det växande biblioteket, gjorde med tiden en ny flytt nödvändig och 1857 erhöll Royal Society lokaler i Burlington House tillsammans med Linnean Society och Royal Society of Chemistry. Sedan 1967 finns RS i Carlton House Terrace, byggt 1829 av John Nash.

## Fellow of the Royal Society
Ledamöter, eller på engelska fellows, är 1240 till antalet, får rättigheten att placera bokstäverna FRS efter sitt namn. Ledamöterna väljs bland vetenskapsmän i Storbritannien, Irländska republiken och Samväldet. Forskare från andra länder kan väljas till en av de 125 stolarna för utländska ledamöter (foreign members – ForMemRS).

## Publikationer
Royal Societys tidskrift Philosophical Transactions, som har utgivits sedan 1665 (med varianttitlar och i olika serier) och en serie Proceedings of the Royal Society, ges vardera idag (2004) ut uppdelade i två underserier; en för biovetenskaper och en annan för matematik, fysik och ingenjörsvetenskap. Dessutom utges tidskrifterna Biology Letters, Notes and Records och Interface.

## Vetenskapliga priser utdelade av Royal Society
- Copleymedaljen (alla vetenskaper, instiftad 1731)
- Darwinmedaljen (evolutionsbiologi m.m., instiftad 1890)
- Davymedaljen (kemi, instiftad 1877)
- Hughesmedaljen (fysik, särskilt elektricitet eller magnetism, instiftad 1902)
- Royal Medal (naturvetenskaperna, instiftad 1826)
- Rumfordmedaljen (för upptäckter rörande termiska och optiska egenskaper hos materia gjorda av en vetenskapsman verksam i Europa, instiftad 1800)
- Sylvestermedaljen (matematik, instiftad 1901)